# كالي كونيكولا
كالي كونيكولا (بالفنلندية: Kalle Könkkölä)‏ (16 يناير 1950 - 11 سبتمبر 2018) هو سياسي وناشط حقوقي فنلندي، وكان واحدًا من أول اثنين من الرابطة الخضراء في البرلمان الفنلندي، وذلك في الفترة ما بين 1983 حتى 1987، وذلك قبل أن تصبح الرابطة الخضراء حزب سياسي أصلًا.

## روابط خارجية
- كالي كونيكولا على موقع IMDb (الإنجليزية)